# Pontinus rathbuni
Espèce
Statut de conservation UICN

 LC  : Préoccupation mineure
Pontinus rathbuni est un poisson actinoptérygiens de la famille des scorpaenidés. Le nom scientifique de l'espèce est publié pour la première fois par Goode & Bean en 1896.